# René Matlovič
René Matlovič (ur. 31 lipca 1967 w Preszowie) – słowacki geograf.

## Życiorys
Jest absolwentem Uniwersytetu Komeńskiego w Bratysławie, gdzie ukończył studia z zakresu geografii i kartografii na Wydziale Nauk Przyrodniczych. W 1990 r. został zatrudniony na Uniwersytecie Preszowskim (PU). Doktoryzował się w 1997 r. na Wydziale Biologii i Nauk o Ziemi Uniwersytecie Łódzkim, gdzie przedstawił pracę Struktura przestrzenna miasta. Metodologia badań. Przykład miasta Preszowa. Habilitację uzyskał w 2000 r. na Uniwersytecie Komeńskiego, a w 2007 r. został profesorem na Uniwersytecie Preszowskim.
Jego dorobek obejmuje pięć monografii oraz 190 publikacji.
Od 2007 do 2015 roku Rektor Uniwersytetu Preszowskiego.

## Wybrana twórczość
- Vlastiveda Prešova (1994)
- Zakarpatsko (1995)
- Geografia priestorovej štruktúry mesta Prešov (1998)
- Geografia verejnej správy (1999)
- Trasy za poznaním Slovenska (1998)
- Geografia relígií – náčrt problematiky (2001)
- Geografia obyvateľstva Slovenska so zreteľom na rómsku minoritu (2005)
- Regionálny rozvoj pre geografov (2010)
- Geografické myslenie (2015)
- Destinačný marketing pre geografov (2017)